# Klevsjön (Kinna socken, Västergötland)
Klevsjön är en sjö i Marks kommun i Västergötland och ingår i Viskans huvudavrinningsområde.